# Sítio Natural Cordilheira do Chaltén
O Sítio Natural Cordilheira do Chaltén (em castelhano:  Sitio Natural Cordillera del Chaltén) é um sítio natural que faz parte do Parque Nacional Bernardo O'Higgins, na região de Magalhães e Antártica Chilena, no Chile. Está localizado entre a fronteira demarcada pela sentença arbitral de 1994 da Laguna del Desierto e a seção B do acordo de 1998 do campo de gelo do sul da Patagónia entre Argentina e Chile. Tem uma área de 768 hectares.
Está localizado entre o Fitz Roy e o Cerro Torre, cobrindo a parte norte da bacia da Geleira Torre.
Dentro do sítio natural, as montanhas Fitz Roy (3.406 metros acima do nível do mar), Pollone, Piergiorgio, bem como Standhardt, Desmochada, agulha Silla, agulha Bífida, agulha Cuatro Dedos, agulha CAT, ponto Anna, ponto Mujer, bem como o passo Italiano e parte da geleira Fitz Roy Norte se destacam na cordilheira de Chaltén.
A reserva natural foi criada pela Resolução nº 74, de 27 de fevereiro de 2014, pela Corporação Nacional Florestal, que também criou o sítio natural "Geleira Pío XI" no parque nacional.

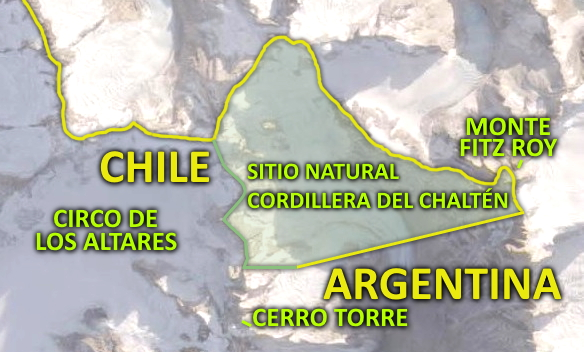
Mapa satelital do local

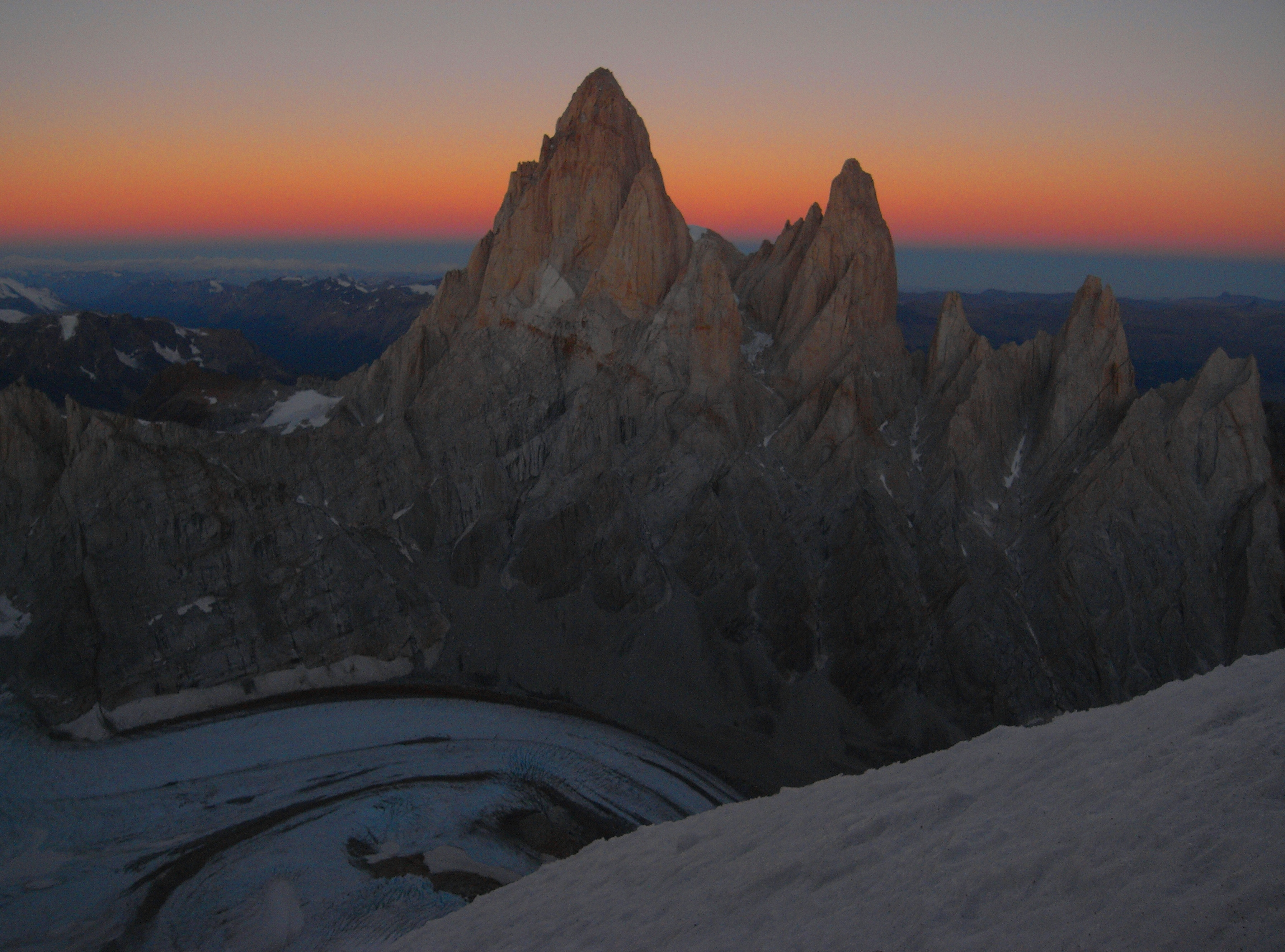
Pôr do sol no Sítio Natural da Cordilheira de Chaltén, Chile.